# ایشتیریاک
ایشتیریاک (انگلیسی: Ishtiryak) یک شهرک در شهرستان بوزدیاکسکی باشقیرستان کشور روسیه است.